# Bond 875

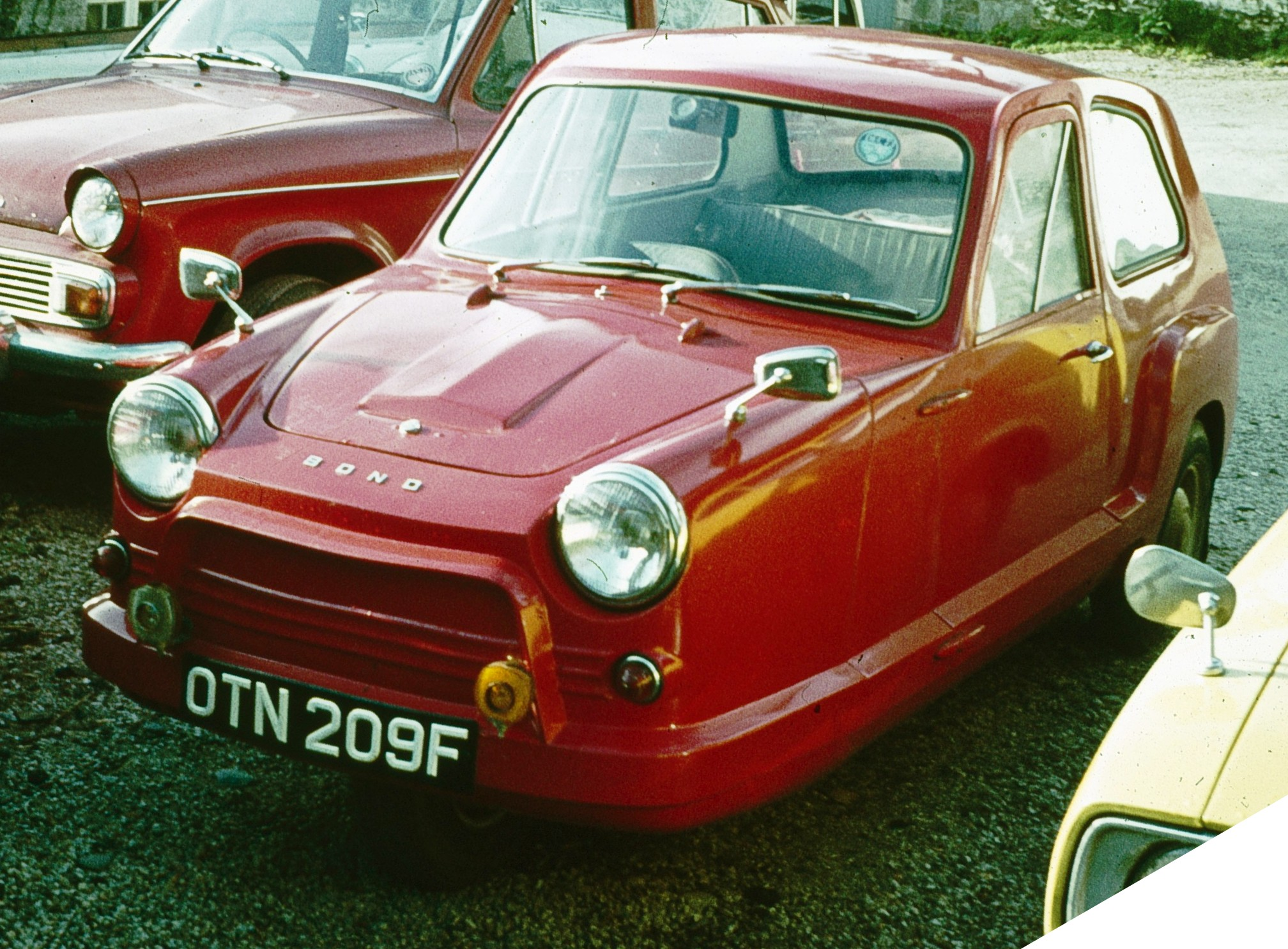
Der Bond 875 deutet schon die folgenden Reliant-Entwürfe an.

Der Bond 875 ist ein dreirädriger Kleinwagen, den Bond Cars in Preston (Lancashire) von 1965 bis 1970 baute. Ab 1967 gab es auch einen Lieferwagen auf gleicher Basis, der Bond Ranger genannt wurde.
Bereits 1963 wurde der 875 angekündigt. Er hatte einen Vierzylinder-Reihenmotor mit 875 cm³, der von der Rootes Group zugeliefert wurde. Anders als bei anderen britischen Dreiradfahrzeugen war der Motor hinten eingebaut. Es war im Grunde der gleiche Motor wie beim Hillman Imp, dessen Getriebe, Hinterachse und Hinterräder ebenfalls eingesetzt wurden. Nachdem der 875 eine Karosserie aus GFK und Türen aus Aluminium trug, wog er weniger als 400 kg und seine Fahrleistungen waren gut – besser als die des Imp. Der Motor war die niedrig verdichtete Version (8,0:1), die beim Imp Kombi namens Hillman Husky und dem Lieferwagen Commer Imp verwendet wurde. Er konnte mit dem billigsten Benzin mit niedrigem Oktangehalt betrieben werden.
Das niedrige Gewicht des Wagens machte in Großbritannien eine Besteuerung als Motorrad möglich. Auch durfte der dreirädrige Wagen mit einem Motorradführerschein gefahren werden. Damit das Gewicht unter dem geforderten Limit blieb, waren Innenausstattung und Zierrat äußerst minimalistisch gehalten.
Der Rennfahrer John Surtees brach mit einem Bond 875 inoffiziell den Geschwindigkeitsrekord für Limousinen in Brands Hatch, als er 160 km/h erreichte.

## Entwicklung
Eine Lieferwagenversion, der Ranger, wurde 1967 eingeführt.
Stilistische Veränderungen, verbesserte Sitze, rechteckige Scheinwerfer und eine größere Kofferraumöffnung kennzeichnen den Mark II, der im April 1968 eingeführt wurde. Auch eine Heizung war nun serienmäßig enthalten.

## Daten und Fahrleistungen
| Kenngröße                 | Kenngröße       | Daten              |
| ------------------------- | --------------- | ------------------ |
| Motorbauart               | Motorbauart     | 4 Reihe            |
| Hubraum                   | Hubraum         | 875 cm³            |
| Gewicht                   | Gewicht         | < 400 kg           |
| Beschleunigung 0–100 km/h | Limousine       | 16 s               |
| Beschleunigung 0–100 km/h | Lieferwagen     | 14 s               |
| Höchstgeschwindigkeit     | Limousine       | 129 km/h           |
| Höchstgeschwindigkeit     | Lieferwagen     | 153 km/h           |
| Benzinverbrauch           | Benzinverbrauch | 5,1–5,6 l / 100 km |
| Reifen                    | Reifen          | Michelin X Radial  |
| Neupreis                  | Neupreis        | £ 500              |

## Testfahrten
Das britische „Autocar“-Magazin testete einen Bond 875 im September 1966. Der Wagen erreichte eine Höchstgeschwindigkeit von 133,2 km/h und beschleunigte von 0 bis 100 km/h in 22,5 sec. Ein Gesamtbenzinverbrauch von 8,19 l/100 km wurde aufgezeichnet. Mit diesen Werten überflügelte er den Morris Mini 850 deutlich in Höchstgeschwindigkeit, Beschleunigung und niedrigem Kraftstoffverbrauch. Das geringe Leistungsgewicht des Wagens schlug sich in guten Fahrleistungen nieder. Der empfohlene Verkaufspreis des Bond 875 war mit £ 506 deutlich höher als der des Mini 850 mit £ 478, aber immer noch niedriger als die £ 549 des etwas gleich großen Imp. Die Tester lobten Leistung und Sparsamkeit des Bond, befanden aber den Dreirädler bei hohen Geschwindigkeiten als zu kippelig. Getriebe und Bremsen wurden als gut eingestuft, Sitze und Finish aber als mangelhaft.